# Крімея (стадіон)
Стадіон «Крімея» (хорв. Krimeja) — футбольний стадіон у місті Рієка, Хорватія, домашня арена Орієнт 1919.

## Історія
Стадіон побудований у 1923 році. Загальна площа спортивної арени 12 475 м². Споруда використовується для проведення спортивних заходів, зокрема футбольних матчів, а також для концертів. Стадіон вміщує 3,500 глядачів.